# Acacia acuminata
Acacia acuminata é uma espécie de leguminosa do gênero Acacia, pertencente à família Fabaceae.